# Caillavet (Gers)
Pour les articles homonymes, voir Caillavet.
Caillavet (Calhavet en gascon) est une commune française située dans le centre du département du Gers en région Occitanie. Sur le plan historique et culturel, la commune est dans le Pays d'Auch, un territoire céréalier et viticole qui s'est également constitué en pays au sens aménagement du territoire en 2003.
Exposée à un climat océanique altéré, elle est drainée par l'Osse et par divers autres petits cours d'eau. La commune possède un patrimoine naturel remarquable composé de deux zones naturelles d'intérêt écologique, faunistique et floristique.
Caillavet est une commune rurale qui compte 166 habitants en 2022, après avoir connu un pic de population de 595 habitants en 1831.  Elle fait partie de l'aire d'attraction d'Auch. Ses habitants sont appelés les Caillavétois ou les Caillavétoises.
Le patrimoine architectural de la commune comprend deux  immeubles protégés au titre des monuments historiques : l'église Saint-Orens de Laas, inscrite en 1978, et l'église Saint-Pierre de Tabaux, inscrite en 1979.

## Géographie

### Localisation
Caillavet est une commune de Gascogne située au sud-est de Vic-Fezensac.

### Communes limitrophes
Les communes limitrophes sont  Bazian, Biran, Riguepeu, Roquebrune, Saint-Jean-Poutge et Vic-Fezensac.
|            | Vic-Fezensac | Saint-Jean-Poutge |
| Roquebrune | Caillavet    | Biran             |
| Bazian     | Riguepeu     |                   |

### Géologie et relief
Caillavet se situe en zone de sismicité 1 (sismicité très faible).

### Hydrographie

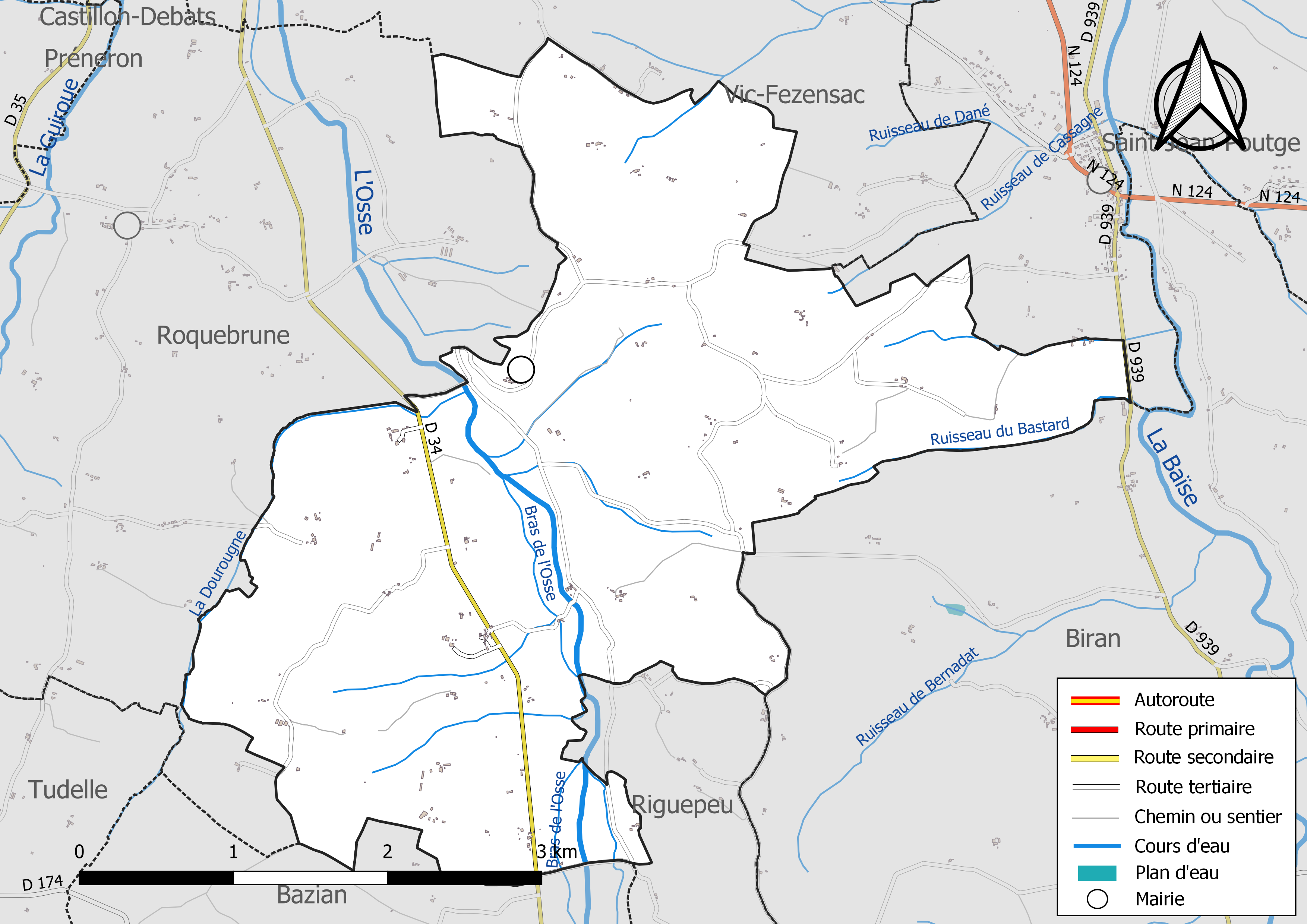
Réseaux hydrographique et routier de Caillavet.

La commune est dans le bassin de la Garonne, au sein du bassin hydrographique Adour-Garonne. Elle est drainée par l'Osse, un bras de l'Osse, un bras de l'Osse, la Dourougne, le ruisseau de Cassagne, le ruisseau du Bastard et par divers petits cours d'eau, qui constituent un réseau hydrographique de 18 km de longueur totale,.
L'Osse, d'une longueur totale de 120,3 km, prend sa source dans la commune de Bernadets-Debat et s'écoule vers le nord. Il traverse la commune et se jette dans la Gélise à Andiran, après avoir traversé 36 communes.

### Climat
Pour des articles plus généraux, voir Climat de l'Occitanie et Climat du Gers.
En 2010, le climat de la commune est de type climat du Bassin du Sud-Ouest, selon une étude s'appuyant sur une série de données couvrant la période 1971-2000. En 2020, Météo-France publie une typologie des climats de la France métropolitaine dans laquelle la commune est exposée à un climat océanique altéré et est dans la région climatique Aquitaine, Gascogne, caractérisée par une pluviométrie abondante au printemps, modérée en automne, un faible ensoleillement au printemps, un été chaud (19,5 °C), des vents faibles, des brouillards fréquents en automne et en hiver et des orages fréquents en été (15 à 20 jours).
Pour la période 1971-2000, la température annuelle moyenne est de 13 °C, avec une amplitude thermique annuelle de 14,6 °C. Le cumul annuel moyen de précipitations est de 813 mm, avec 10,7 jours de précipitations en janvier et 6,3 jours en juillet. Pour la période 1991-2020, la température moyenne annuelle observée sur la station météorologique la plus proche, située sur la commune de Lupiac à 13 km à vol d'oiseau, est de 13,8 °C et le cumul annuel moyen de précipitations est de 879,7 mm,. Pour l'avenir, les paramètres climatiques de la commune estimés pour 2050 selon différents scénarios d'émission de gaz à effet de serre sont consultables sur un site dédié publié par Météo-France en novembre 2022.

### Milieux naturels et biodiversité

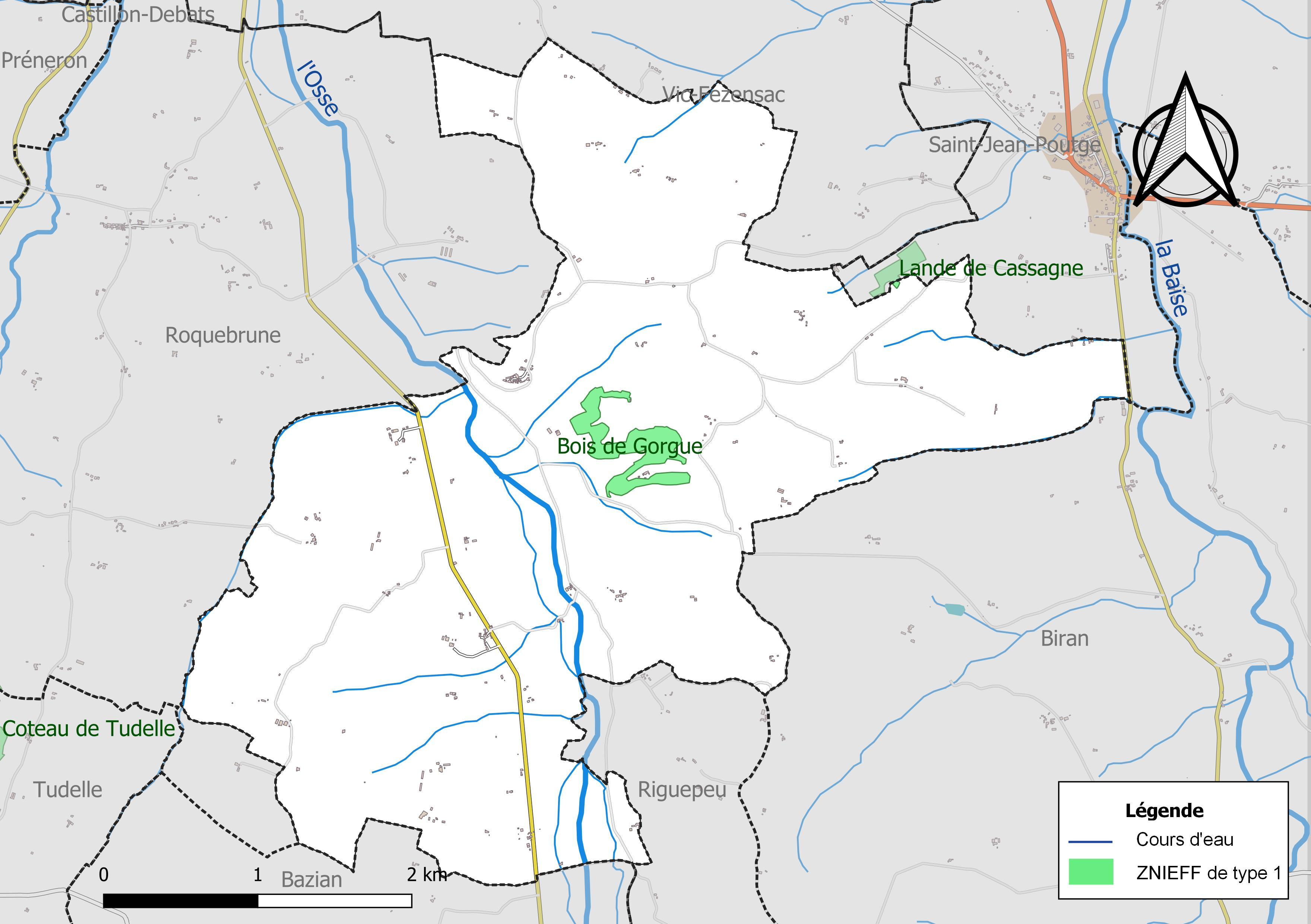
Carte des ZNIEFF de type 1 localisées sur la commune.

L’inventaire des zones naturelles d'intérêt écologique, faunistique et floristique (ZNIEFF) a pour objectif de réaliser une couverture des zones les plus intéressantes sur le plan écologique, essentiellement dans la perspective d’améliorer la connaissance du patrimoine naturel national et de fournir aux différents décideurs un outil d’aide à la prise en compte de l’environnement dans l’aménagement du territoire.
Deux ZNIEFF de type 1 sont recensées sur la commune :
le « bois de Gorgue » (19 ha), et 
la « lande de Cassagne » (4 ha), couvrant 2 communes du département.

## Urbanisme

### Typologie
Au 1er janvier 2024, Caillavet est catégorisée commune rurale à habitat très dispersé, selon la nouvelle grille communale de densité à sept niveaux définie par l'Insee en 2022.
Elle est située hors unité urbaine. Par ailleurs la commune fait partie de l'aire d'attraction d'Auch, dont elle est une commune de la couronne,. Cette aire, qui regroupe 112 communes, est catégorisée dans les aires de 50 000 à moins de 200 000 habitants,.

### Occupation des sols
L'occupation des sols de la commune, telle qu'elle ressort de la base de données européenne d’occupation biophysique des sols Corine Land Cover (CLC), est marquée par l'importance des territoires agricoles (98,7 % en 2018), une proportion identique à celle de 1990 (98,7 %). La répartition détaillée en 2018 est la suivante : 
zones agricoles hétérogènes (61,8 %), terres arables (37 %), forêts (1,3 %). L'évolution de l’occupation des sols de la commune et de ses infrastructures peut être observée sur les différentes représentations cartographiques du territoire : la carte de Cassini (XVIIIe siècle), la carte d'état-major (1820-1866) et les cartes ou photos aériennes de l'IGN pour la période actuelle (1950 à aujourd'hui).

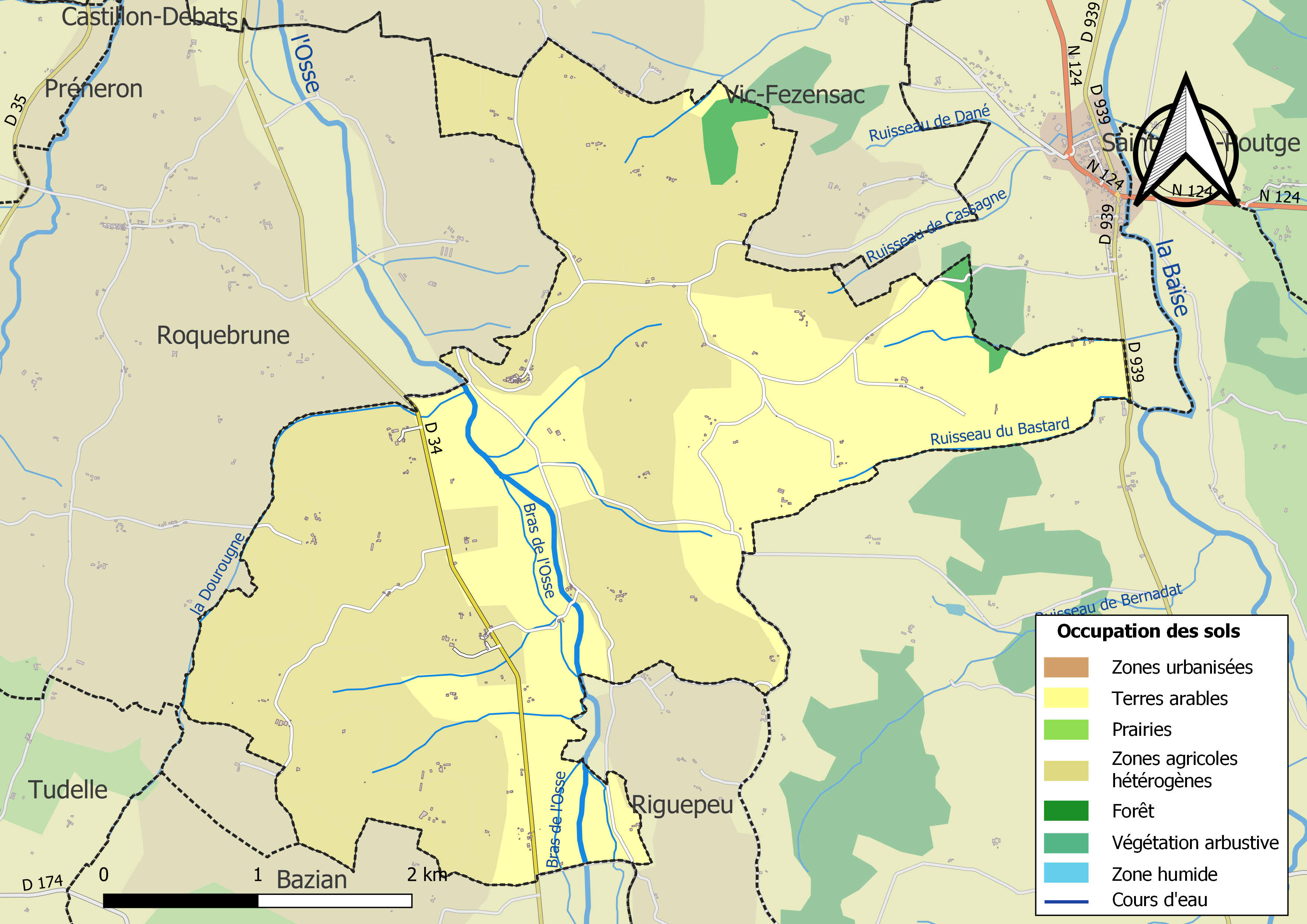
Carte des infrastructures et de l'occupation des sols de la commune en 2018 (CLC).

### Risques majeurs
Le territoire de la commune de Caillavet est vulnérable à différents aléas naturels : météorologiques (tempête, orage, neige, grand froid, canicule ou sécheresse) et séisme (sismicité très faible). Il est également exposé à un risque technologique,  le transport de matières dangereuses. Un site publié par le BRGM permet d'évaluer simplement et rapidement les risques d'un bien localisé soit par son adresse soit par le numéro de sa parcelle.

#### Risques naturels

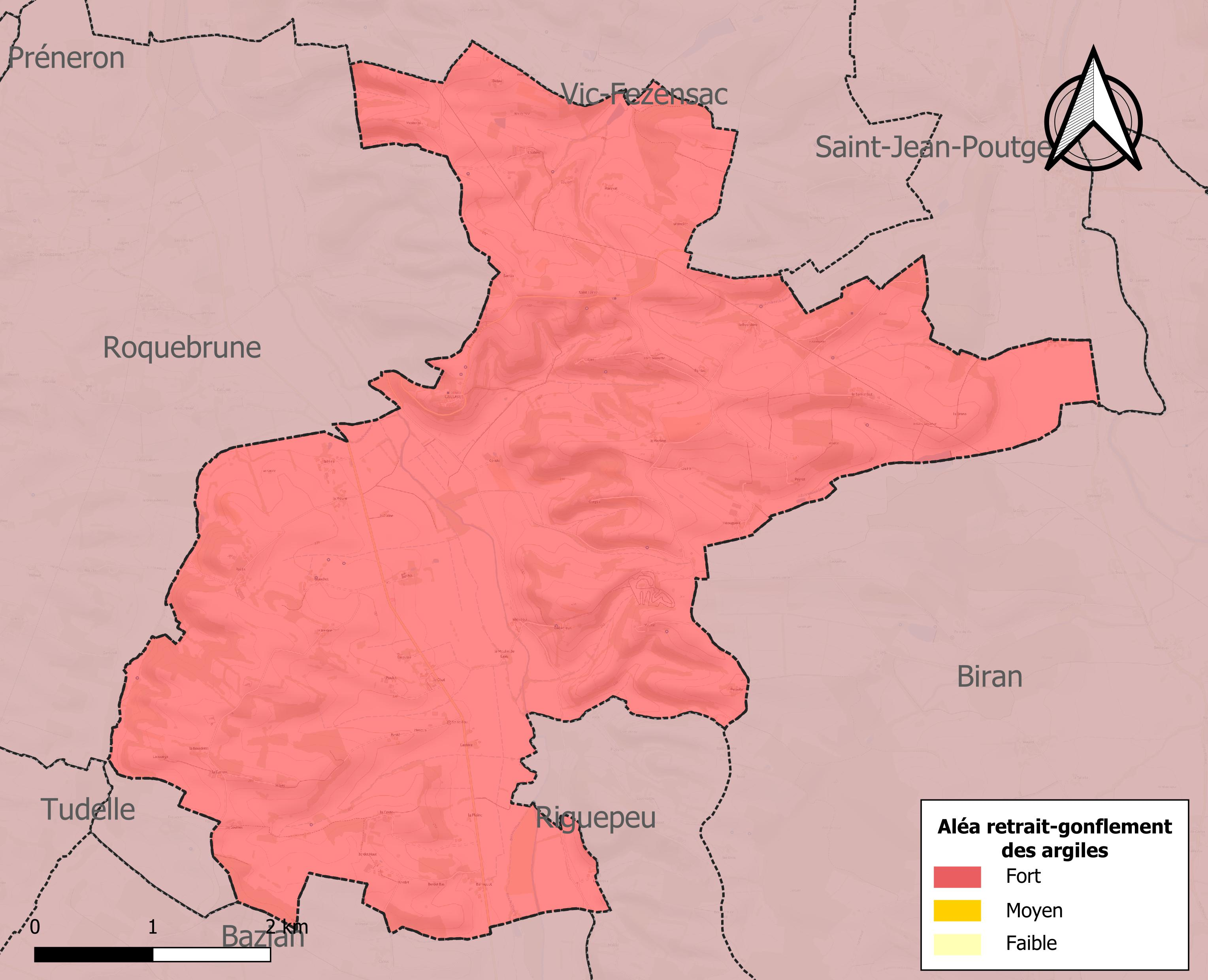
Carte des zones d'aléa retrait-gonflement des sols argileux de Caillavet.

Le retrait-gonflement des sols argileux est susceptible d'engendrer des dommages importants aux bâtiments en cas d’alternance de périodes de sécheresse et de pluie. La totalité de la commune est en aléa moyen ou fort (94,5 % au niveau départemental et 48,5 % au niveau national). Sur les 104 bâtiments dénombrés sur la commune en 2019, 104 sont en aléa moyen ou fort, soit 100 %, à comparer aux 93 % au niveau départemental et 54 % au niveau national. Une cartographie de l'exposition du territoire national au retrait gonflement des sols argileux est disponible sur le site du BRGM,.
Par ailleurs, afin de mieux appréhender le risque d’affaissement de terrain, l'inventaire national des cavités souterraines permet de localiser celles situées sur la commune.
La commune a été reconnue en état de catastrophe naturelle au titre des dommages causés par les inondations et coulées de boue survenues en 1999, 2009 et 2018. Concernant les mouvements de terrains, la commune a été reconnue en état de catastrophe naturelle au titre des dommages causés par la sécheresse en 1989, 1991, 1993 et 2017 et par des mouvements de terrain en 1999.

#### Risques technologiques
Le risque de transport de matières dangereuses sur la commune est lié à sa traversée par des infrastructures routières ou ferroviaires importantes ou la présence d'une canalisation de transport d'hydrocarbures. Un accident se produisant sur de telles infrastructures est en effet susceptible d’avoir des effets graves au bâti ou aux personnes jusqu’à 350 m, selon la nature du matériau transporté. Des dispositions d’urbanisme peuvent être préconisées en conséquence.

## Toponymie
Calhavet vient du gascon calhau "pierre très dure, caillou" + diminutif « et ».

## Politique et administration
| Période | Période  | Identité                    | Étiquette       | Qualité                                                                     |
| ------- | -------- | --------------------------- | --------------- | --------------------------------------------------------------------------- |
| 1792    | 1795     | Jean Sotom                  |                 |                                                                             |
| 1795    | 1800     | Joseph Baqué                |                 |                                                                             |
| 1800    | 1803     | Barthélémy Baqué            |                 |                                                                             |
| 1803    | 1805     | Louis Saint-jeannet         |                 |                                                                             |
| 1805    | 1813     | Jean Sotom                  |                 |                                                                             |
| 1813    | 1821     | Louis Saint-jeannet         |                 |                                                                             |
| 1821    | 1831     | Antoine Laroche-dubouscat   |                 |                                                                             |
| 1831    | 1832     | Jean-baptiste Saint-jeannet |                 |                                                                             |
| 1832    | 1837     | Jean-marie Carrere          |                 |                                                                             |
| 1837    | 1840     | Jean-marie Gourragne        |                 |                                                                             |
| 1840    | 1845     | Jean-marie Carrere          |                 |                                                                             |
| 1845    | 1846     | Dominique Baqué             |                 |                                                                             |
| 1846    | 1848     | Jean Joseph Saint-jeannet   |                 |                                                                             |
| 1848    | 1848     | Jean-pierre Baqué           |                 |                                                                             |
| 1848    | 1851     | Paul Carrere                |                 |                                                                             |
| 1851    | 1856     | Jean Joseph Saint-jeannet   |                 |                                                                             |
| 1856    | 1860     | Julien Noël Carrere         |                 |                                                                             |
| 1860    | 1870     | Jean Joseph Saint-jeannet   |                 |                                                                             |
| 1870    | 1871     | Marcelin Mathieu Garras     |                 |                                                                             |
| 1871    | 1892     | Louis Saint-jeannet         |                 |                                                                             |
| 1892    | 1901     | Jules Dat                   |                 |                                                                             |
| 1901    | 1919     | Paul Carrere                |                 |                                                                             |
| 1920    | 1943     | Paul Bousquet               |                 |                                                                             |
| 1943    | 1944     | Gabriel Fillos              |                 |                                                                             |
| 1944    | 1977     | Roger Carrère               |                 |                                                                             |
| 1977    | 2020     | Robert Frairet              | UMP-LR puis DVD | Agriculteur Conseiller départemental Président de la Communauté de Communes |
| 2020    | En cours | Gérard Mimalé               |                 |                                                                             |

## Population et société

### Démographie
L'évolution du nombre d'habitants est connue à travers les recensements de la population effectués dans la commune depuis 1793. Pour les communes de moins de 10 000 habitants, une enquête de recensement portant sur toute la population est réalisée tous les cinq ans, les populations de référence des années intermédiaires étant quant à elles estimées par interpolation ou extrapolation. Pour la commune, le premier recensement exhaustif entrant dans le cadre du nouveau dispositif a été réalisé en 2004.

En 2022, la commune comptait 166 habitants, en évolution de −22,43 % par rapport à 2016 (Gers : +1,04 %, France hors Mayotte : +2,11 %).
| 1793 | 1800 | 1806 | 1821 | 1831 | 1841 | 1846 | 1851 | 1856 |
| ---- | ---- | ---- | ---- | ---- | ---- | ---- | ---- | ---- |
| 224  | 250  | 118  | 404  | 595  | 539  | 549  | 521  | 541  |

| 1861 | 1866 | 1872 | 1876 | 1881 | 1886 | 1891 | 1896 | 1901 |
| ---- | ---- | ---- | ---- | ---- | ---- | ---- | ---- | ---- |
| 502  | 514  | 507  | 512  | 532  | 480  | 504  | 394  | 385  |

| 1906 | 1911 | 1921 | 1926 | 1931 | 1936 | 1946 | 1954 | 1962 |
| ---- | ---- | ---- | ---- | ---- | ---- | ---- | ---- | ---- |
| 382  | 365  | 300  | 299  | 299  | 288  | 244  | 253  | 224  |

| 1968 | 1975 | 1982 | 1990 | 1999 | 2004 | 2006 | 2009 | 2014 |
| ---- | ---- | ---- | ---- | ---- | ---- | ---- | ---- | ---- |
| 194  | 159  | 188  | 179  | 164  | 179  | 192  | 192  | 208  |

| 2019 | 2022 | - | - | - | - | - | - | - |
| ---- | ---- | - | - | - | - | - | - | - |
| 185  | 166  | - | - | - | - | - | - | - |

### Manifestations culturelles et festivités
- Fête : dernier dimanche d'août[27].

## Économie

### Revenus
En 2018  (données Insee publiées en septembre 2021), la commune compte 75 ménages fiscaux, regroupant 183 personnes. La médiane du revenu disponible par unité de consommation est de 21 130 € (20 820 € dans le département).

### Emploi
|                | 2008  | 2013  | 2018  |
| -------------- | ----- | ----- | ----- |
| Commune        | 4,2 % | 2,4 % | 3,7 % |
| Département    | 6,1 % | 7,5 % | 8,2 % |
| France entière | 8,3 % | 10 %  | 10 %  |

En 2018, la population âgée de 15 à 64 ans s'élève à 113 personnes, parmi lesquelles on compte 76,6 % d'actifs (72,9 % ayant un emploi et 3,7 % de chômeurs) et 23,4 % d'inactifs,. Depuis 2008, le taux de chômage communal (au sens du recensement) des 15-64 ans est inférieur à celui de la France et du département.
La commune fait partie de la couronne de l'aire d'attraction d'Auch, du fait qu'au moins 15 % des actifs travaillent dans le pôle,. Elle compte 31 emplois en 2018, contre 32 en 2013 et 33 en 2008. Le nombre d'actifs ayant un emploi résidant dans la commune est de 86, soit un indicateur de concentration d'emploi de 35,9 % et un taux d'activité parmi les 15 ans ou plus de 52,8 %.
Sur ces 86 actifs de 15 ans ou plus ayant un emploi, 22 travaillent dans la commune, soit 26 % des habitants. Pour se rendre au travail, 86,6 % des habitants utilisent un véhicule personnel ou de fonction à quatre roues, 1,2 % les transports en commun, 1,2 % s'y rendent en deux-roues, à vélo ou à pied et 11 % n'ont pas besoin de transport (travail au domicile).

### Activités hors agriculture
13 établissements sont implantés  à Caillavet au 31 décembre 2019.
Le secteur du commerce de gros et de détail, des transports, de l'hébergement et de la restauration est prépondérant sur la commune puisqu'il représente 23,1 % du nombre total d'établissements de la commune (3 sur les 13 entreprises implantées  à Caillavet), contre 27,7 % au niveau départemental.

### Agriculture
La commune est dans le Ténarèze, une petite région agricole occupant le centre du département du Gers, faisant transition entre lʼAstarac “pyrénéen”, dont elle est originaire et dont elle prolonge et atténue le modelé, et la Gascogne garonnaise dont elle annonce le paysage. En 2020, l'orientation technico-économique de l'agriculture  sur la commune est la polyculture et/ou le polyélevage.
|               | 1988  | 2000  | 2010  | 2020  |
| ------------- | ----- | ----- | ----- | ----- |
| Exploitations | 33    | 25    | 17    | 18    |
| SAU (ha)      | 1 253 | 1 358 | 1 302 | 1 446 |

Le nombre d'exploitations agricoles en activité et ayant leur siège dans la commune est passé de 33 lors du recensement agricole de 1988  à 25 en 2000 puis à 17 en 2010 et enfin à 18 en 2020, soit une baisse de 45 % en 32 ans. Le même mouvement est observé à l'échelle du département qui a perdu pendant cette période 51 % de ses exploitations,. La surface agricole utilisée sur la commune a quant à elle augmenté, passant de 1 253 ha en 1988 à 1 446 ha en 2020. Parallèlement la surface agricole utilisée moyenne par exploitation a augmenté, passant de 38 à 80 ha.

## Culture locale et patrimoine

### Lieux et monuments
- Église Saint-Orens de Laas datant du XIIe siècle. L'église est inscrite à l'inventaire des monuments historiques depuis 1978[32]. Quelque objets sont référencés dans la base Palissy (voir les notices liées)[32].

L'église Saint-Orens de Laas
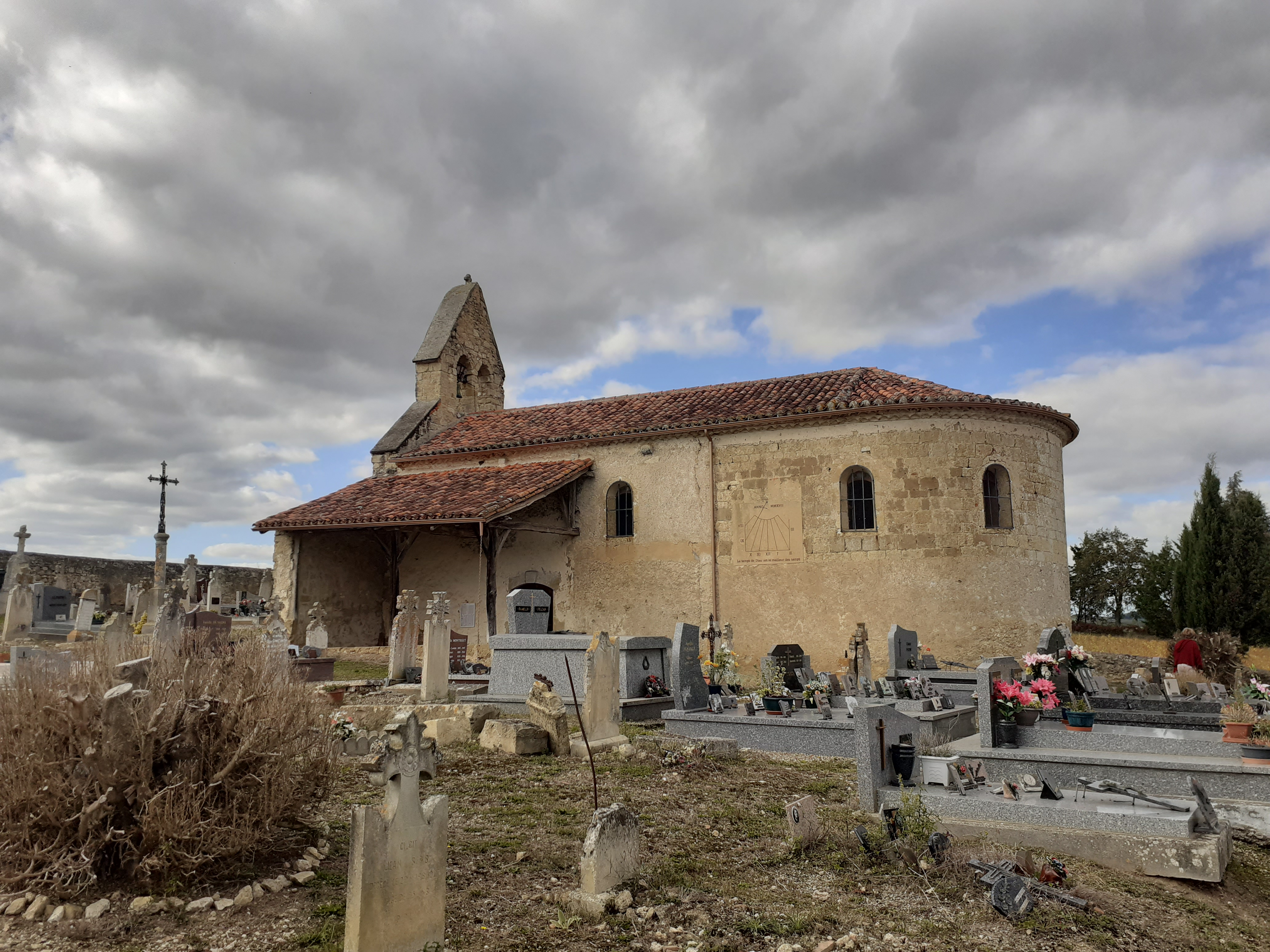
L'église et le cimetière.
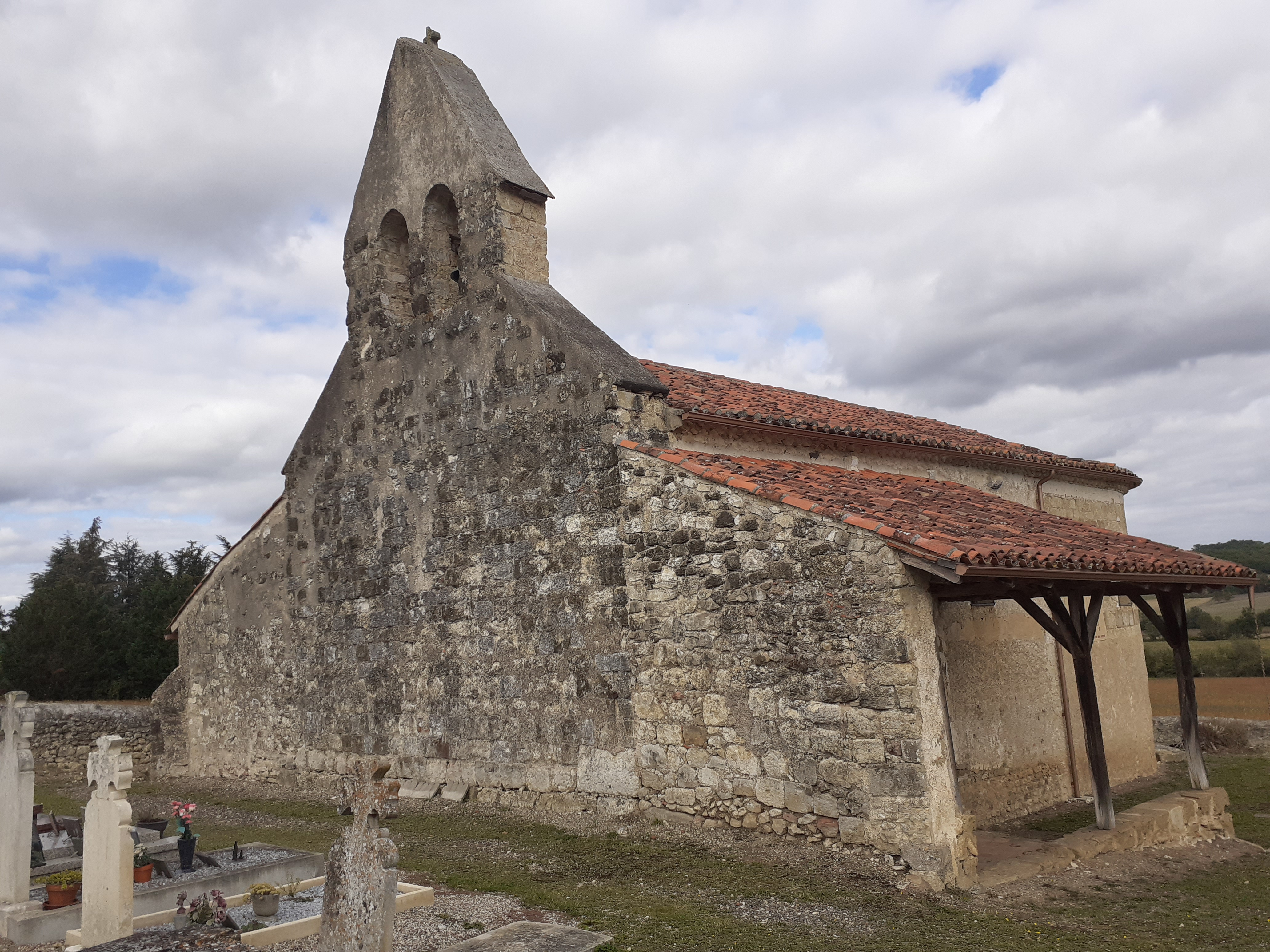
Le clocher-mur.

- Église Saint-Pierre de Tabaux datant du XIIe siècle. L'église est inscrite à l'inventaire des monuments historiques depuis 1979[33].

L'église Saint-Pierre de Tabaux
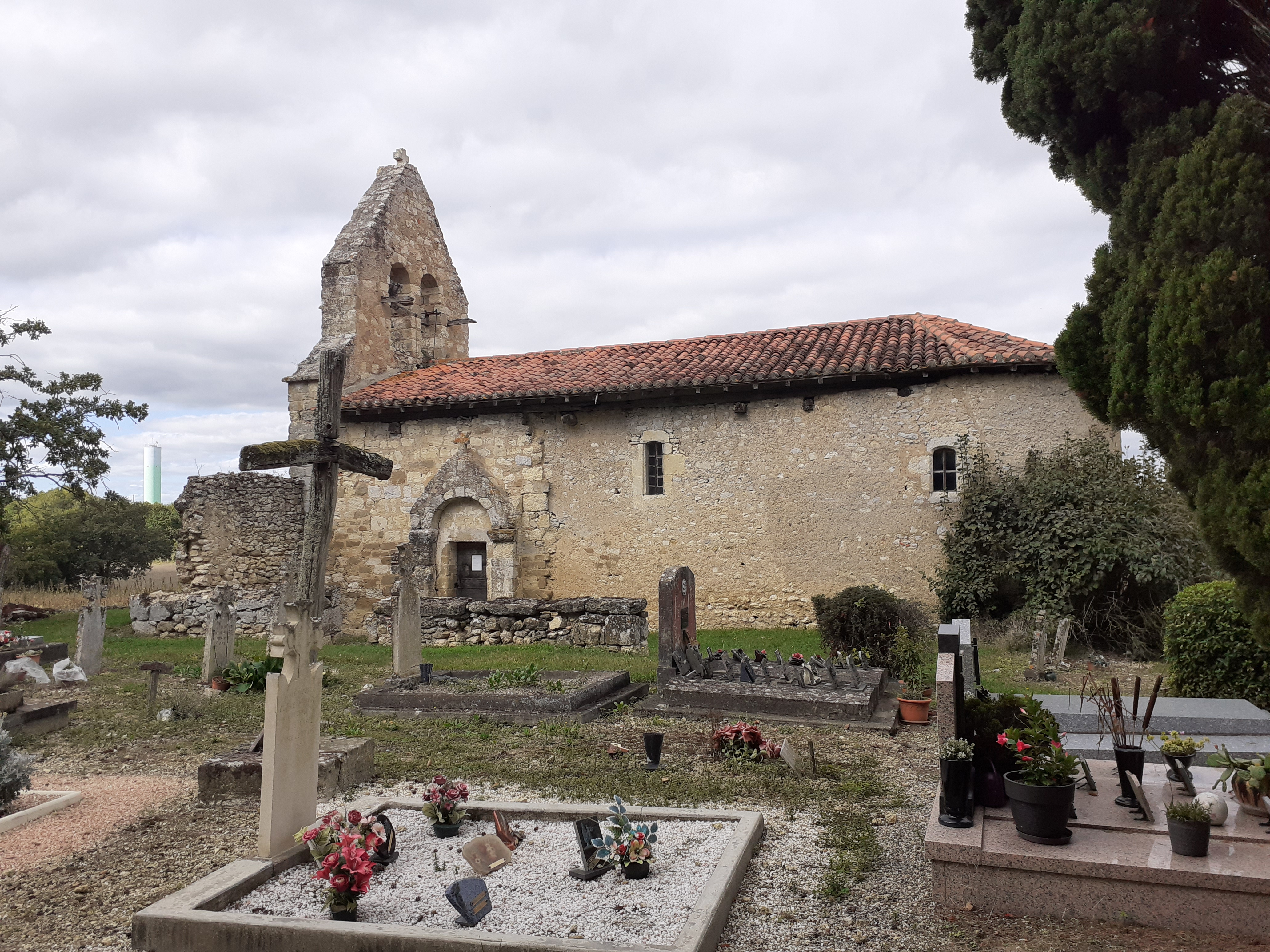
L'église et le cimetière.
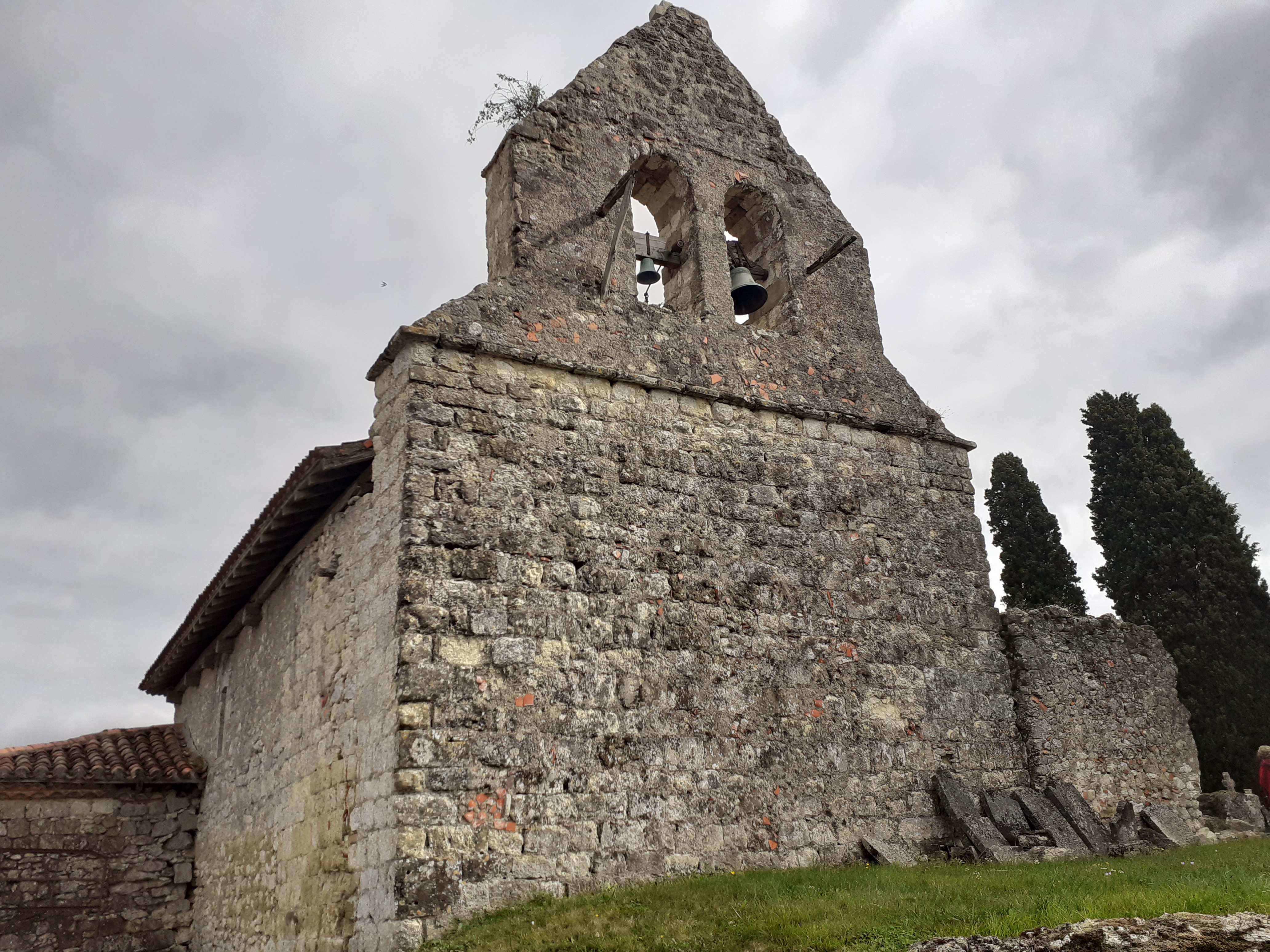
Le clocher-mur.
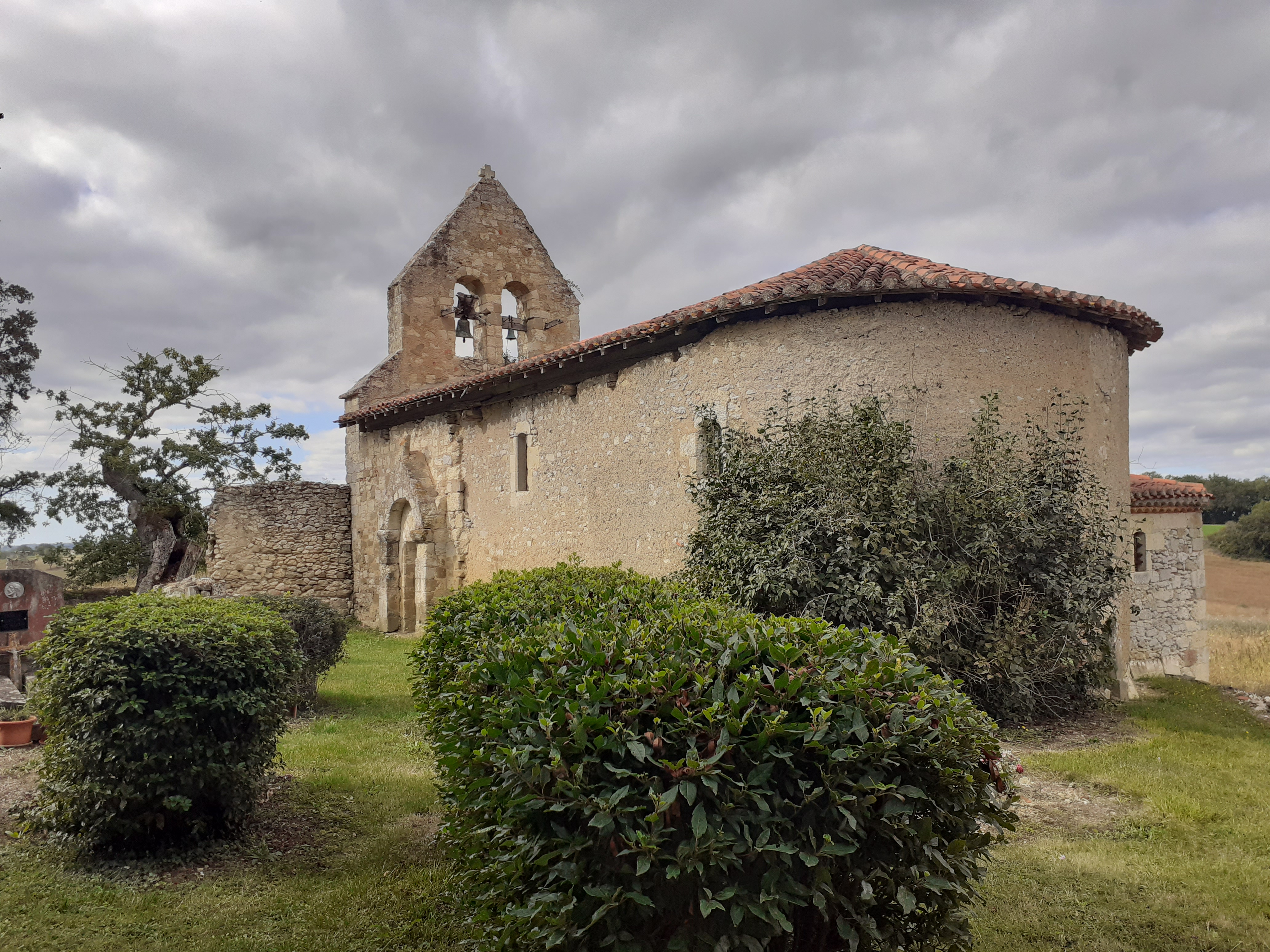
L'édifice vu du chevet.

- Église Saint-Michel de Caillavet.